# Арко (замок)
Замок Арко (итал. Castello di Arco) — средневековый замок на высокой скале над городом Арко, в провинции Тренто, в области Трентино — Альто-Адидже на севере Италии.

## История

### Ранний период
Первые укрепления на высокой горе к северу от озера Гарда появились около 1000 года. Владевшие ими дворяне стали известны как графы рода Арко.
Замок неоднократно осаждался, но ни разу не был захвачен. В результате крепость обрела славу неприступной твердыни.
В 1349 году епископ Тренто изгнал представителей семьи Арко из родового замка и передал его в феод роду Скалигер. Но после мятежа местных жителей крепость снова вернулась в собственность прежних хозяев в лице графа Никколо де Арко.

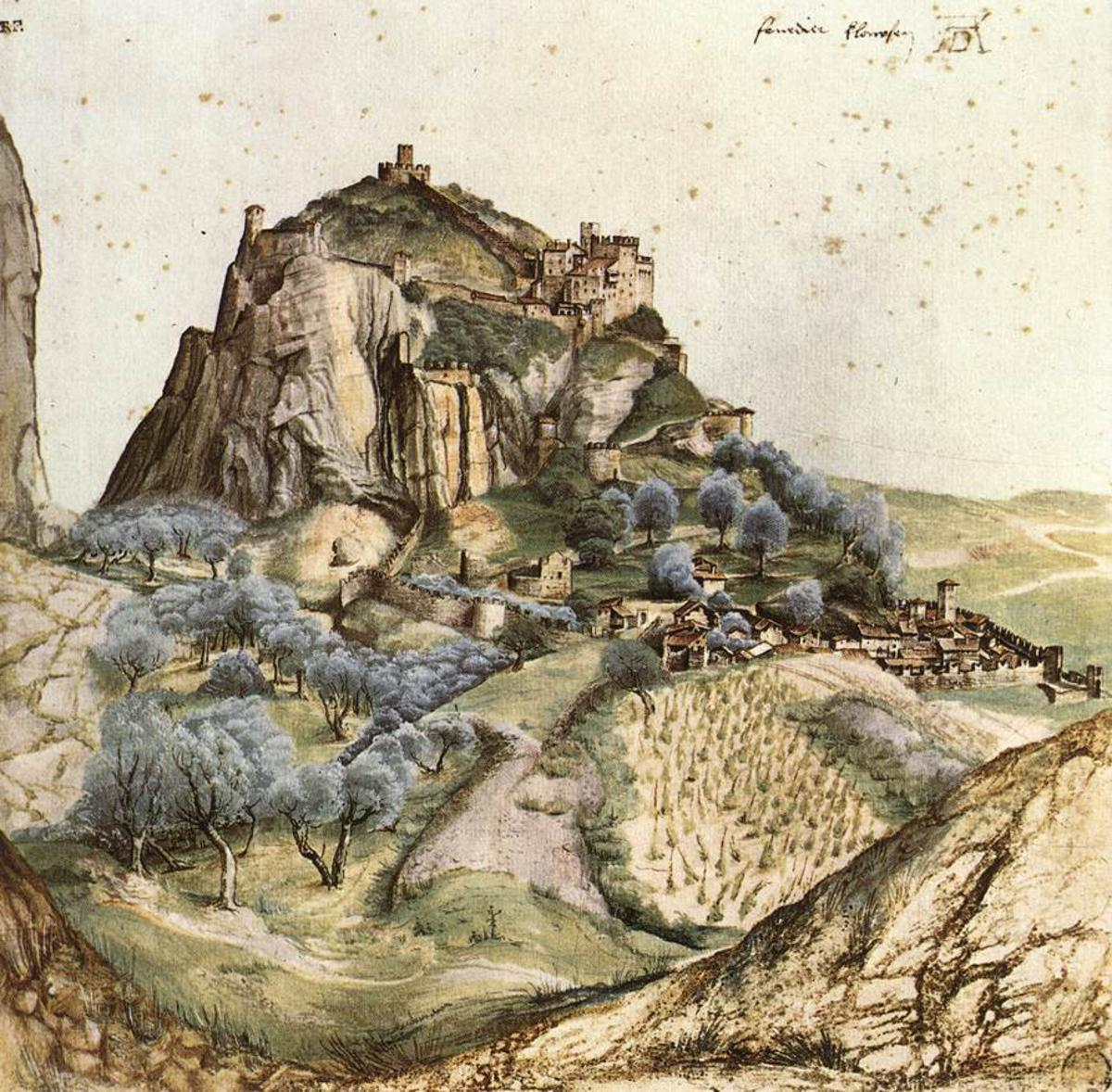
Вида замка Арко на рисунке Альбрехта Дюрера

В 1495 году замок запечатлел на одной из своих акварелей знаменитый художник Альбрехт Дюрер.

### После XVI века
В 1542 году сильный пожар нанёс значительный ущерб главным строениям.
В 1579 году император Фердинанд II, будучи одновременно эрцгерцогом Тироля, изгнал графов Арко из замка и оставил там гарнизон своих солдат.
В 1614 году бургграфы Арко признали себя вассалами императора и смогли вернуть контроль над замком.
В 1665 году началась серьёзная реконструкция крепости.
В 1680 году император Леопольд I окончательно изгнал графов Арко из замка.
В XVIII веке замок пришёл в упадок и большинство строений превратились в руины.

### XX век
В 1927 году графиня Джованни де Арко выкупила территорию замка и стала его единственной владелицей.
В 1982 году руины приобрели муниципальные власти Арко и создали музей.

## Галерея

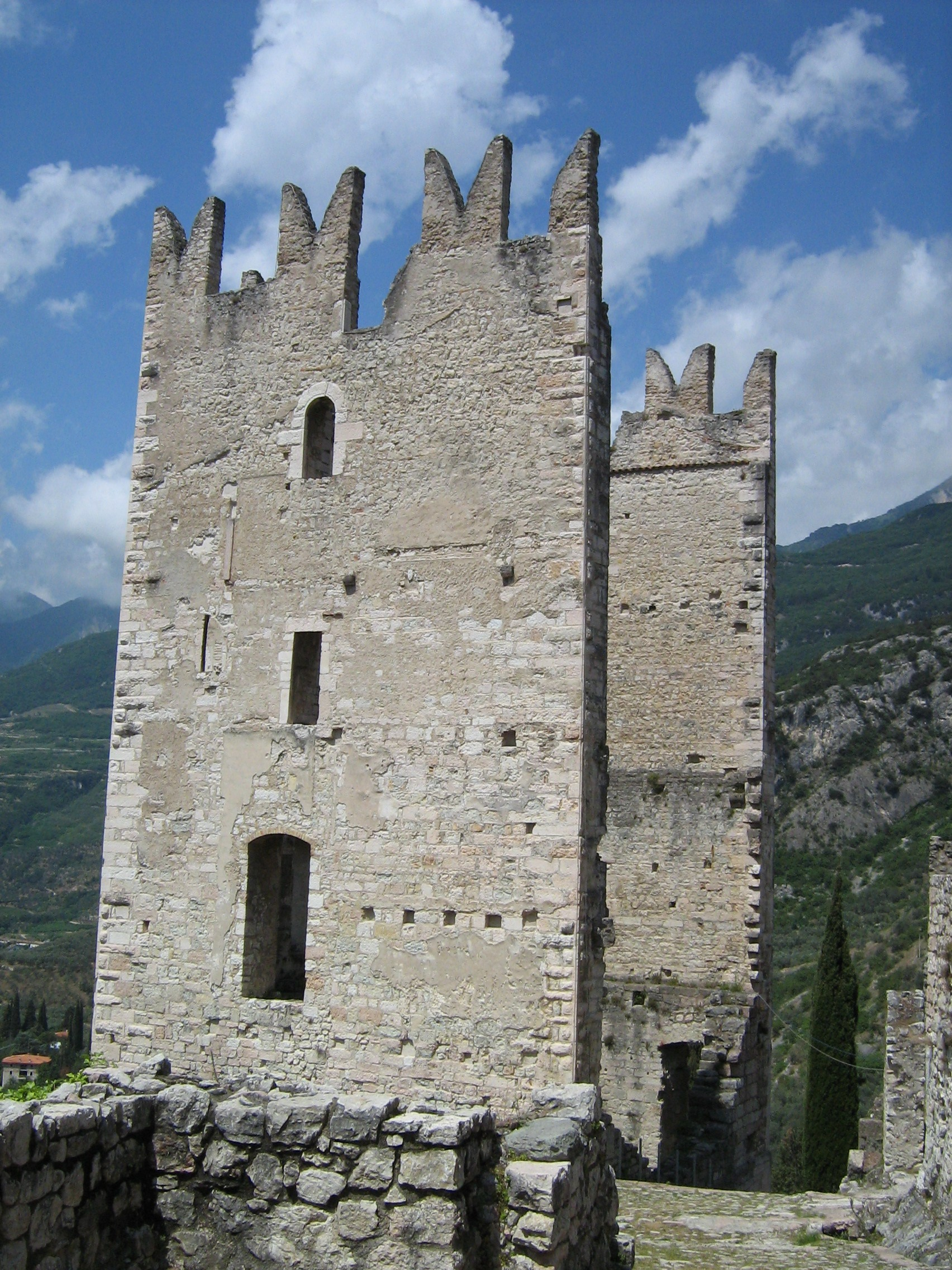
Главная башня замка
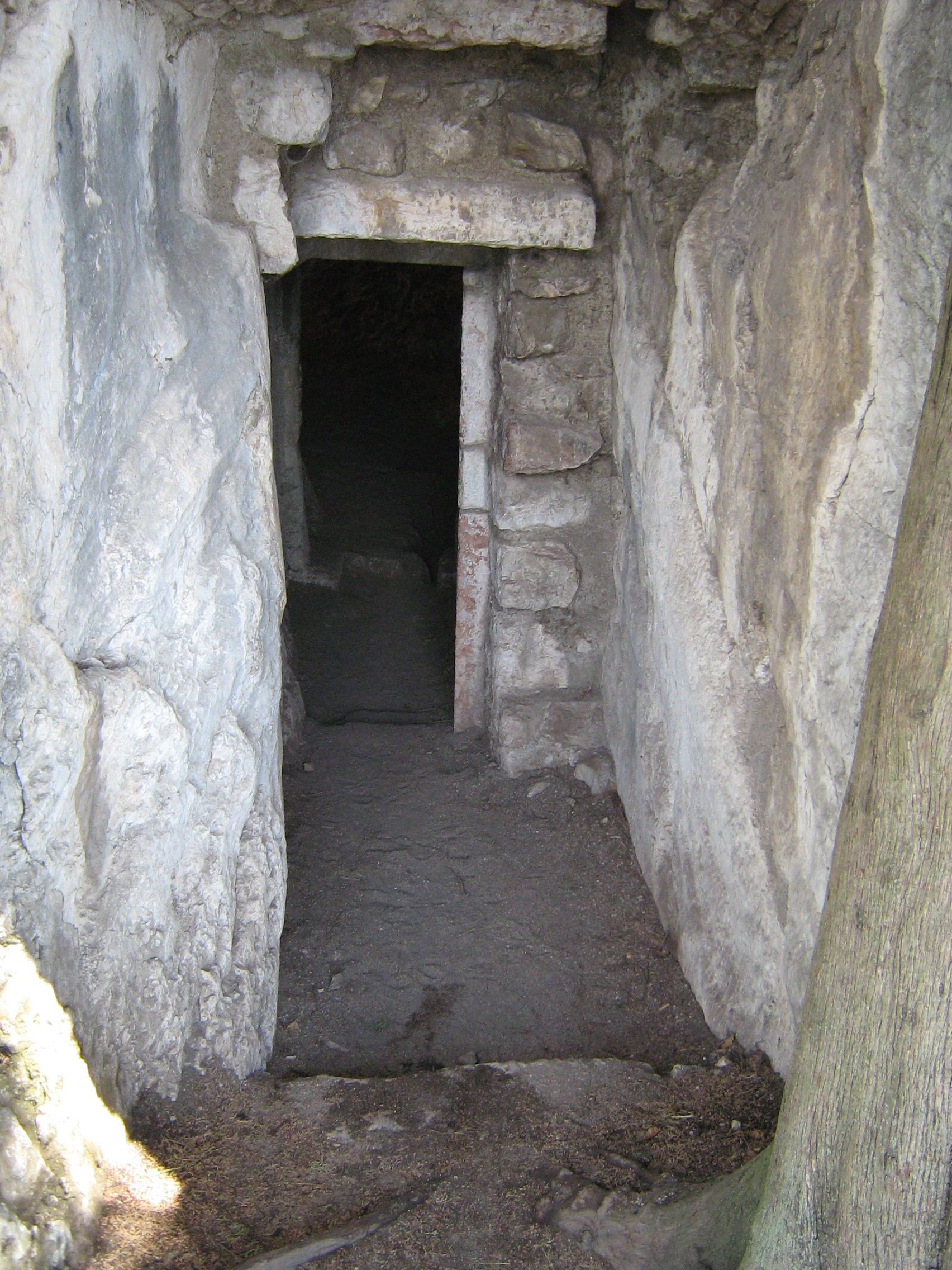
Вход в темницу
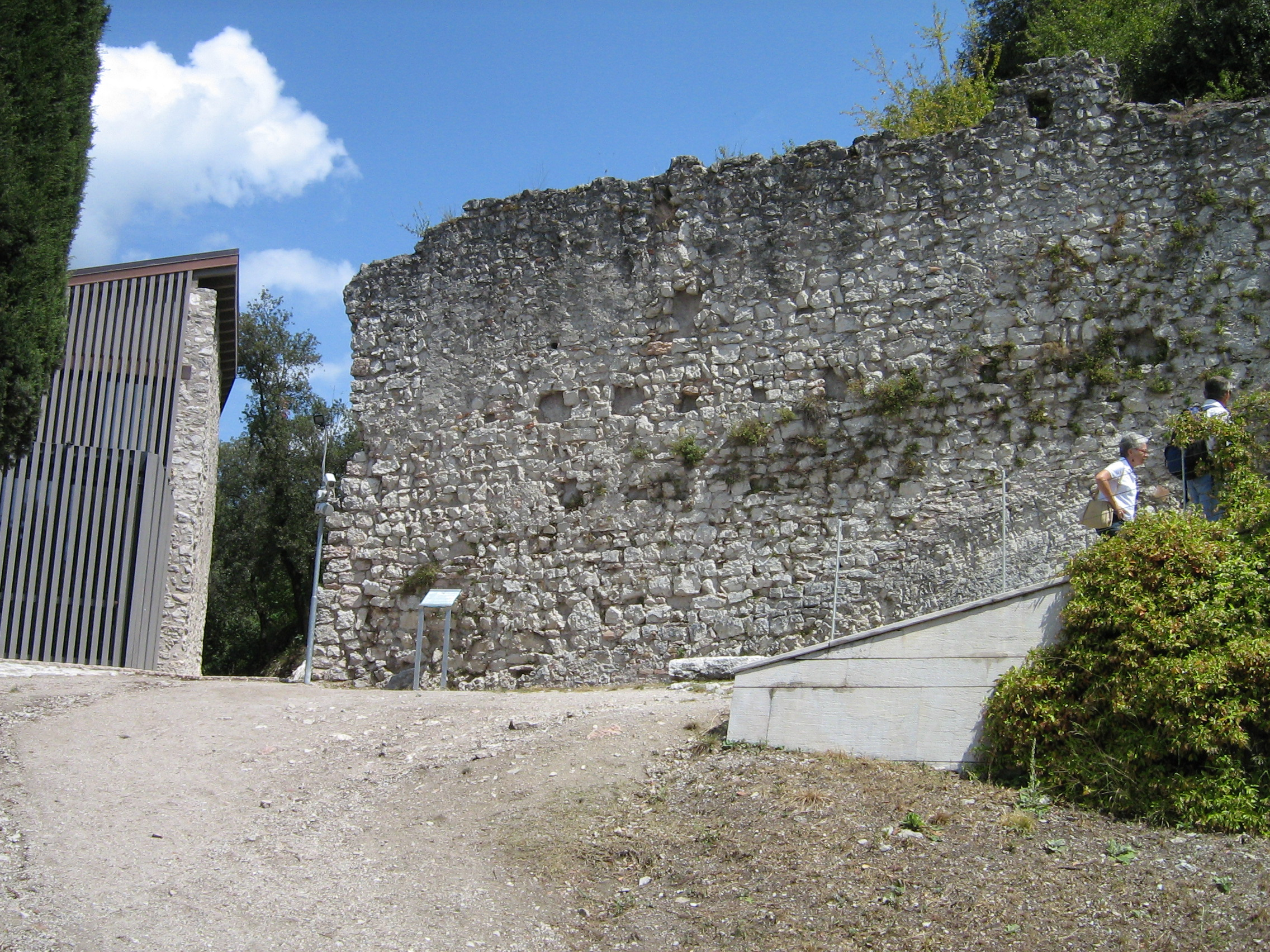
Крепостная стена
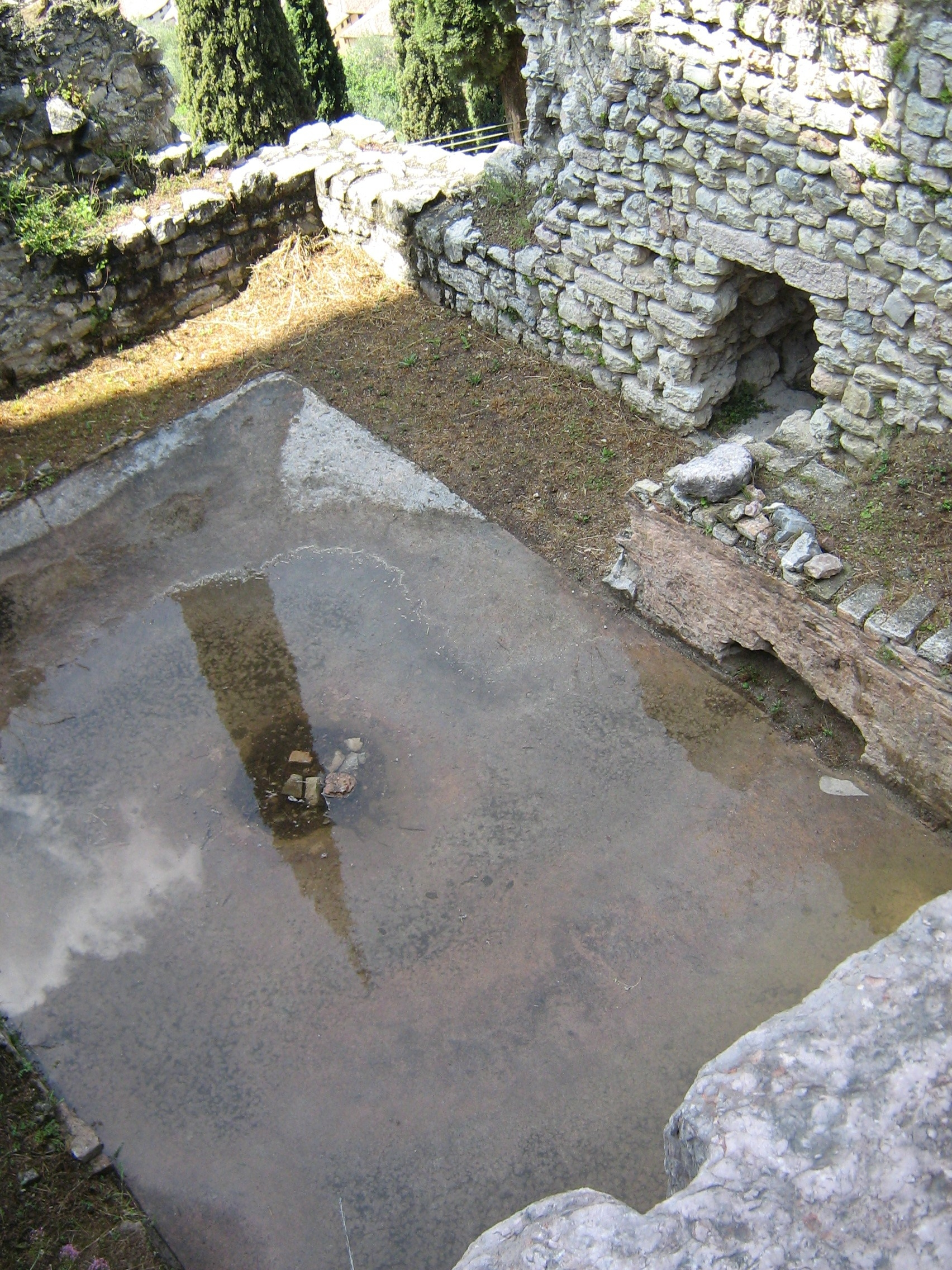
Цистерна для хранения воды
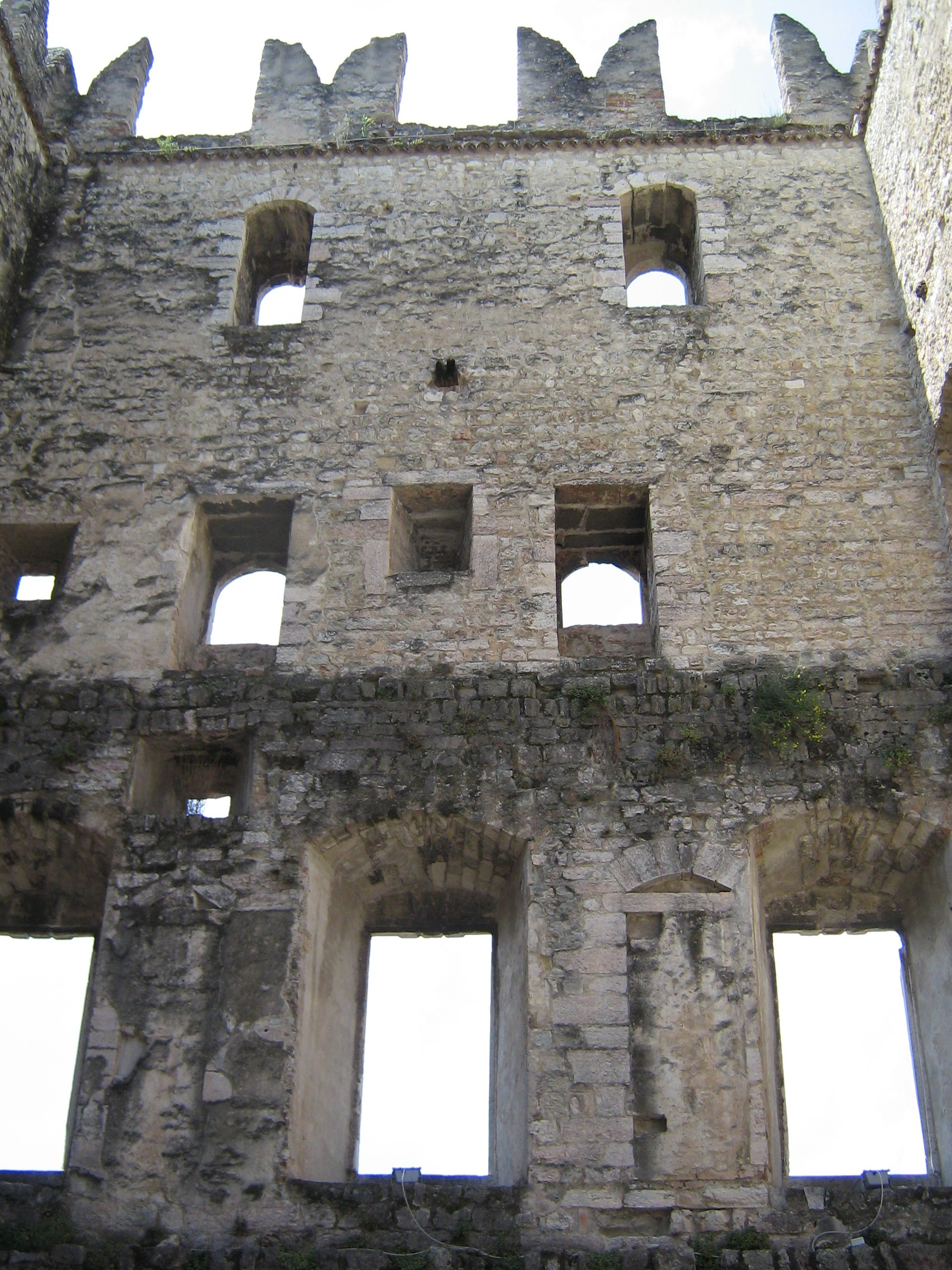
Главная башня изнутри
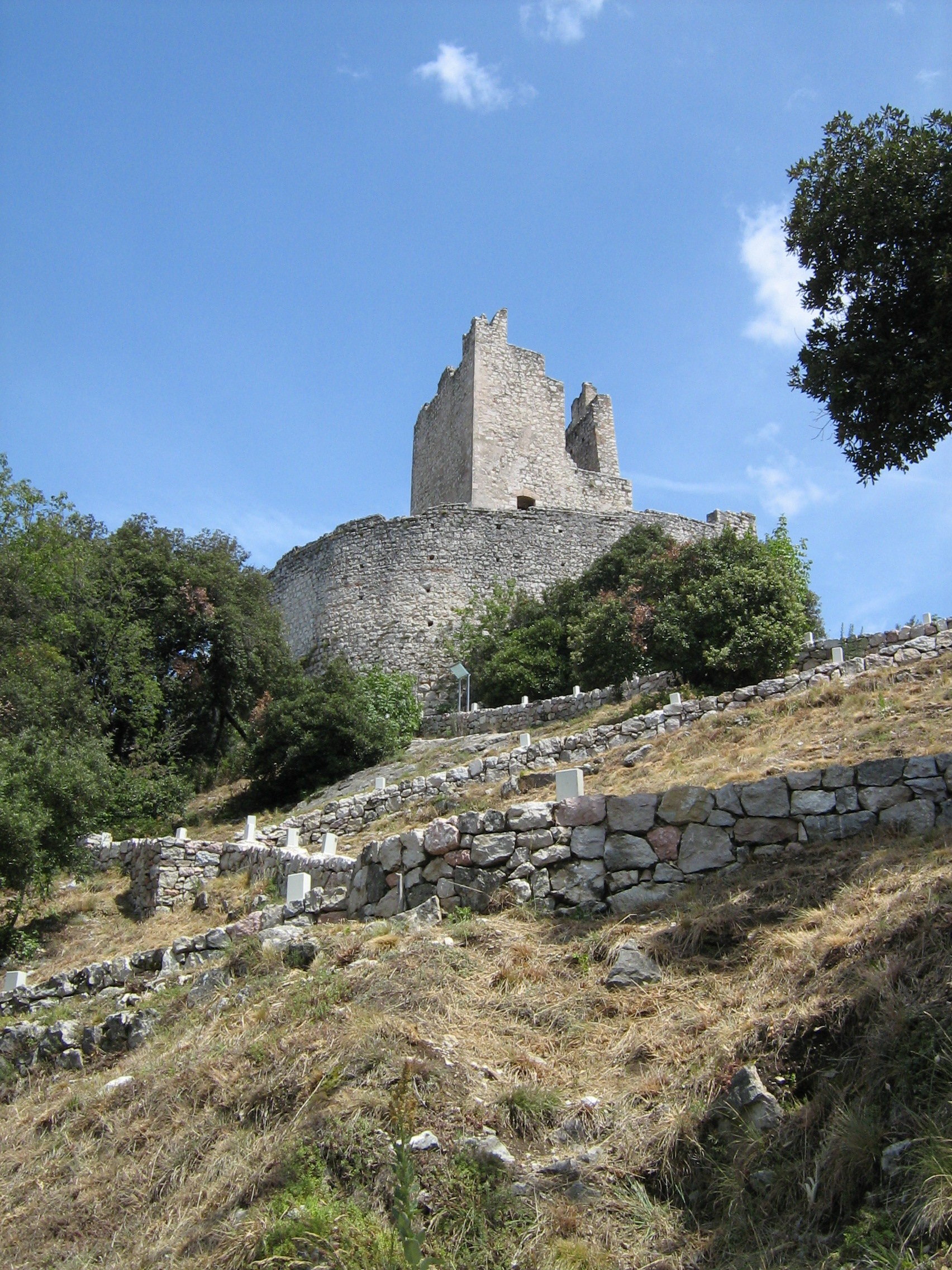
Башня Ренгера
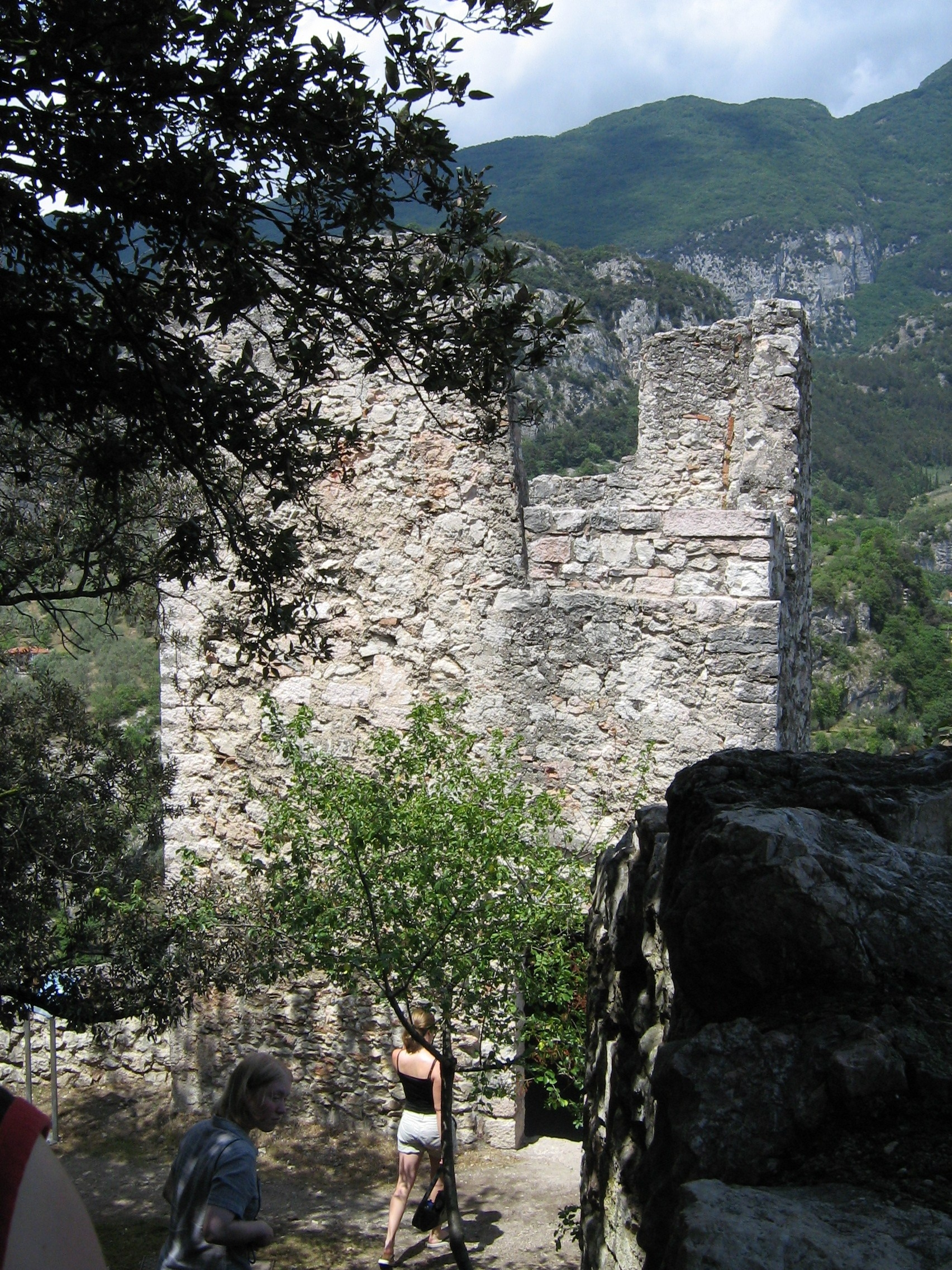
Сторожевая башня